# Challenge Tour 5 2019-2020 (snooker)
Il Challenge Tour 5 è il quinto evento Challenge Tour della stagione 2019-2020 di snooker che si è disputato il 2 e il 3 novembre 2019 a Brighton in Inghilterra e il 28 e il 29 febbraio 2020 a Leicester sempre in Inghilterra.
Il torneo è stato interrotto anzitempo la mattina del 2 novembre, causa condizioni meteorologiche molto sfavorevoli, e ripreso il 28 e il 29 febbraio mantenendo i pochi risultati del 2 e del 3 novembre.

## Montepremi
- Vincitore: £2.000
- Finalista: £1.000
- Semifinalisti: £700
- Quarti di finale: £500
- Ottavi di finale: £200
- Sedicesimi di finale: £125

## Fase a eliminazione diretta
| Trentaduesimi di finale | Sedicesimi di finale   | Ottavi di finale       | Quarti di finale       | Semifinali             | Finale                 |
| ----------------------- | ---------------------- | ---------------------- | ---------------------- | ---------------------- | ---------------------- |
| Al meglio dei 5 frames  | Al meglio dei 5 frames | Al meglio dei 5 frames | Al meglio dei 5 frames | Al meglio dei 5 frames | Al meglio dei 5 frames |

### Trentaduesimi di finale
| Giocatore            | Giocatore         | Risultato |
| -------------------- | ----------------- | --------- |
| Joshua Cooper        | Kayden Brierley   | 2 - 3     |
| Fergal Quinn         | Danny Brindle     | 2 - 3     |
| Dylan Emery          | Lewis Gillen      | 1 - 3     |
| Lukas Kleckers       | Sean O'Sullivan   | 3 - 1     |
| Matthew Glasby       | Peter Devlin      | 3 - 0     |
| Andrew Pagett        | Ian Preece        | 3 - 1     |
| Ross Muir            | Ben Mertens       | 3 - 1     |
| Dean Young           | Iulian Boiko      | 3 - 0     |
| Oliver Brown         | Keishin Kamihashi | 1 - 3     |
| Steven Hallworth     | Michael Collumb   | 2 - 3     |
| Andy Marriott        | Lucky Vatnani     | 3 - 0     |
| Simon Bedford        | Paul Davison      | 3 - 2     |
| Liam Davies          | Sean Maddocks     | 0 - 3     |
| Callum Lloyd         | Daniel Womersley  | 2 - 3     |
| Jamie McArdle        | Ryan Davies       | Forfait   |
| Jamie Curtis-Barrett | Andres Petrov     | 3 - 1     |
| Andreas Ploner       | David Finbow      | 0 - 3     |
| Kuldesh Johal        | Ben Hancorn       | 0 - 3     |
| Stuart Watson        | Zak Surety        | 0 - 3     |
| Cristopher Keogan    | Luke Simmonds     | 1 - 3     |
| Tyler Rees           | Jake Nicholson    | 3 - 1     |
| Luke Pinches         | Alex Millington   | 0 - 3     |
| Robbie McGuigan      | Rory McLeod       | 2 - 3     |
| George Pragnell      | Jeff Jacobs       | 3 - 2     |
| Ronan Whyte          | Sanderson Lam     | Forfait   |
| Patrick Whelan       | Daniel Holoyda    | Forfait   |
| Zsolt Fenyvesi       | Ashley Hugill     | 0 - 3     |
| Adam Duffy           | Allan Taylor      | 2 - 3     |
| Garry Coulson        | Simon Blackwell   | 0 - 3     |
| Ryan Thomerson       | Imran Puri        | Forfait   |
| Saqib Nasir          | Aaron Hill        | [ 5 ]     |
| Lee Stephens         | Sydney Wilson     | 3 - 1     |

### Sedicesimi di finale
| Giocatore         | Giocatore            | Risultato |
| ----------------- | -------------------- | --------- |
| Kayden Brierley   | Danny Brindle        | 1 - 3     |
| Lewis Gillen      | Lukas Kleckers       | 1 - 3     |
| Matthew Glasby    | Andrew Pagett        | 2 - 3     |
| Ross Muir         | Dean Young           | 3 - 2     |
| Keishin Kamihashi | Michael Collumb      | 0 - 3     |
| Andy Marriott     | Simon Bedford        | 1 - 3     |
| Sean Maddocks     | Daniel Womersley     | 3 - 0     |
| Jamie McArdle     | Jamie Curtis-Barrett | 2 - 3     |
| David Finbow      | Ben Hancorn          | 1 - 3     |
| Zak Surety        | Luke Simmonds        | 3 - 1     |
| Tyler Rees        | Alex Millington      | 0 - 3     |
| Rory McLeod       | George Pragnell      | 3 - 1     |
| Sanderson Lam     | Patrick Whelan       | 3 - 2     |
| Ashley Hugill     | Allan Taylor         | 0 - 3     |
| Simon Blackwell   | Imran Puri           | 3 - 0     |
| Lee Stephens      | Nessun giocatore     | Forfait   |

### Ottavi di finale
| Giocatore       | Giocatore            | Risultato |
| --------------- | -------------------- | --------- |
| Danny Brindle   | Lukas Kleckers       | 2 - 3     |
| Andrew Pagett   | Ross Muir            | 2 - 3     |
| Michael Collumb | Simon Bedford        | 3 - 0     |
| Sean Maddocks   | Jamie Curtis-Barrett | 3 - 0     |
| Ben Hancorn     | Zak Surety           | 2 - 3     |
| Alex Millington | Rory McLeod          | 1 - 3     |
| Sanderson Lam   | Allan Taylor         | 1 - 3     |
| Simon Blackwell | Lee Stephens         | 0 - 3     |

### Quarti di finale
| Giocatore       | Giocatore     | Risultato |
| --------------- | ------------- | --------- |
| Lukas Kleckers  | Ross Muir     | 3 - 2     |
| Michael Collumb | Sean Maddocks | 3 - 1     |
| Zak Surety      | Rory McLeod   | 0 - 3     |
| Allan Taylor    | Lee Stephens  | 3 - 2     |

### Semifinali
| Giocatore      | Giocatore       | Risultato |
| -------------- | --------------- | --------- |
| Lukas Kleckers | Michael Collumb | 1 - 3     |
| Rory McLeod    | Allan Taylor    | 2 - 3     |

### Finale
| Giocatore       | Giocatore    | Risultato |
| --------------- | ------------ | --------- |
| Michael Collumb | Allan Taylor | 1 - 3     |